# Christopher Isherwood
Christopher W. B. Isherwood (High Lane, Cheshire, Anglaterra, 26 d'agost de 1904 - Santa Monica, Califòrnia, 4 de gener de 1986) va ser un escriptor anglès.
Amic i col·laborador de W.H. Auden, amb qui escrigué diverses obres teatrals, és més conegut per l'obra narrativa, en la qual descriu la societat berlinesa llibertina dels anys 1920-30 fins que l'ascens del nazisme va capgirar tot aquest món alegre. El llibret del musical i del film Cabaret es van inspirar de l'obra Adéu a Berlín.

Va nàixer el 26 d'agost de 1904, fill de Kathleen Mackle i de Frank Bradshaw-Isherwood, a la finca familiar de Wyberslegh Hall al poble de High Lane. Els Bradshaw-Isherwood són una nissaga que es remunta almenys cap al segle xvi. Son pare era un militar de carrera que va morir al servei el 1915 en la Primera Guerra Mundial.

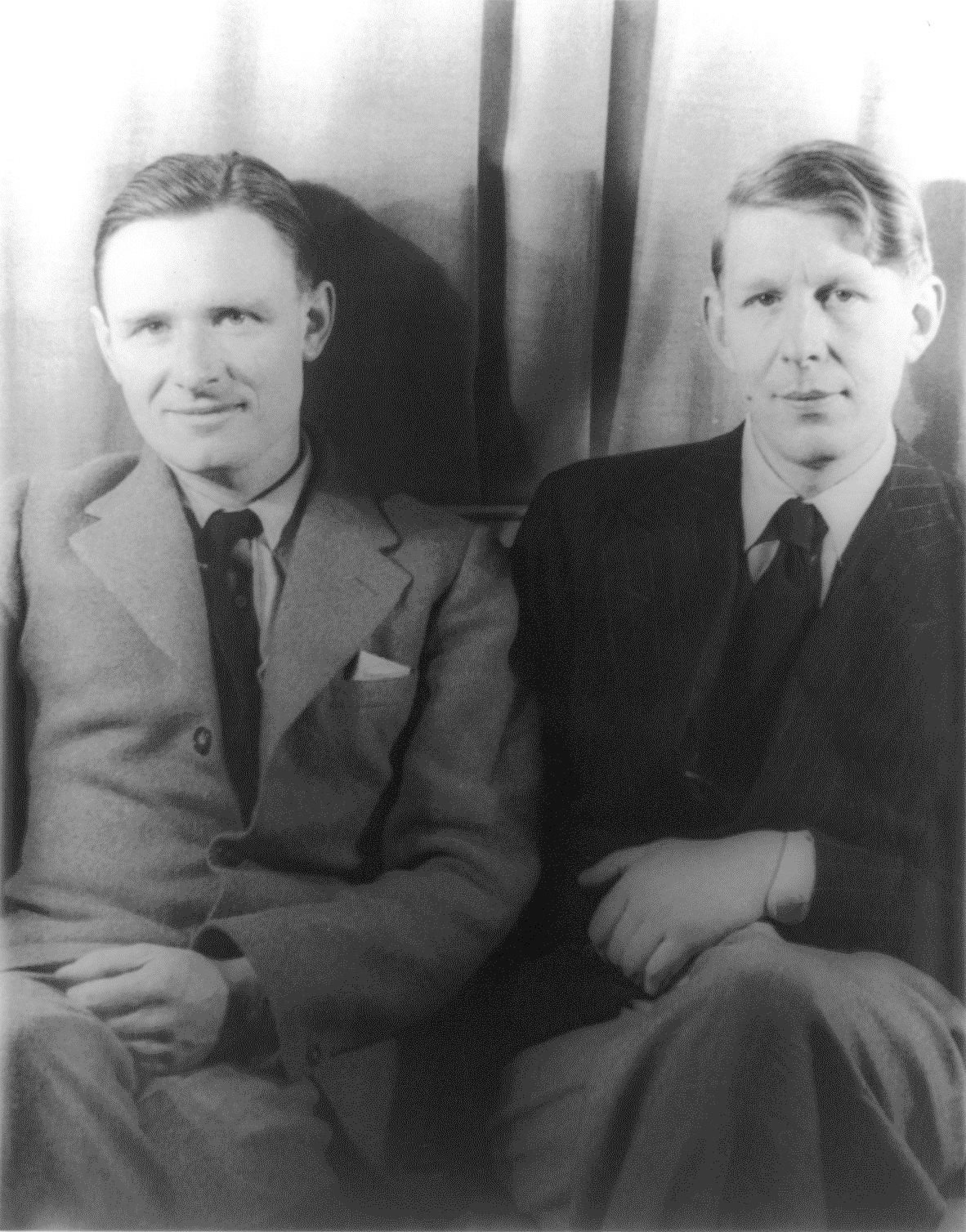
Christopher Isherwood i W.H. Auden el 1939

El 1924 va entrar a la Universitat de Cambridge per a estudiar Història. La seva natura rebel hi va topar amb el conformisme acadèmic. L'en van expulsar quan havia respost a qüestions d'exàmens amb limericks grollers i verses blancs.
El 1928 va emigrar cap a Berlín on viu amb els seus amics, l'arqueòleg Francis Turville-Petre (1901-1942) i W.H. Auden. Per Turville-Petre, el 1929 va conèixer el metge i sexòleg Magnus Hirschfeld (1868-1935) i van viure com a sotsllogaters a ca la Recha Tobias, la germana de Hirschfeld a l'Institut für Sexualwissenschaft (‘Institut d'Investigació Sexual’). El 1933 se'n va anar d'Alemanya per viatjar per Europa fins que van fugir cap als Estats Units el 1939. Va rebre la nacionalitat americana el 1946.
Auden que es va establir a Nova York i Isherwood cap a Califòrnia on es va enamorar del pintor Don Bachardy (1934), que va esdevenir son amic i consort durant més de tres dècades. La diferència d'edat de trenta anys entre Isherwood i Bachardy va aixecar les celles en aquell moment. Segons el mateix Bachardy al començament el van considerar «com una mena de prostituta infantil», però van esdevenir una parella integrada i estimada en la societat del sud de Califòrnia i van tenir molts amics a Hollywood.
El 2007 es va estrenar el film documental Chris & Don, dirigit per Guido Santi i Tina Mascara.
| «                                                       | I have written about homosexuals in my novels, and in taking up the cause of one minority, that of homosexuals against the dictatorship of heterosexuals, I have spoken out for all minorities. | He escrit sobre homosexuals a les meves novel·les, i en assumir la causa d'una minoria, la dels homosexuals contra la dictadura dels heterosexuals, he parlat per totes les minories. | » |
| — Christopher Isherwood (1972), citat per Stephen Braun | | |   |

## Obra traduïda
- El món cap al tard, Columna, 1991
- Adéu a Berlin, Columna, 1939, traducció catalana de 1992[11] «Poques de les situacions que es narren són extraordinàries ni espectaculars. No obstant això, Isherwood les dota d’un dir sense dir genial i aconsegueix un equilibri magnífic entre la realitat i la caricatura.»[12]
- La violeta del Prater, Columna, 1995, traduït per Eulàlia Presas[13]